# Joaquín Correa
Carlos Joaquín Correa (nascut el 13 d'agost de 1994) és un futbolista professional argentí que juga com a migcampista ofensiu per l'Olympique de Marsella.

## Carrera de club

### Estudiantes
En època juvenil, va jugar pel River Plate, Renato Cesarini i Estudiantes. Va debutar amb el primer equip el 19 de maig de 2012 en una victòria for ade casa per 0–3 contra el Banfield.

### Sampdoria
El desembre de 2014, va fitxar pel UC Sampdoria de la Serie A per 8.2 milions d'euros.

## Palmarès
SS Lazio
- 1 Copa italiana: 2018-19
- 1 Supercopa italiana: 2019

FC Inter de Milà
- 2 Copes italianes: 2021-22, 2022-23
- 2 Supercopes italianes: 2022, 2023

Selecció argentina
- 1 Copa Amèrica: 2021[4]
- 1 Copa de Campions Conmebol-UEFA: 2022[5]